# 天までとどけ (アルバム)
『天までとどけ』（てんまでとどけ）は、中村中の1枚目のアルバム。

## 概要
2007年1月1日に発売。CDとCD+DVDの2形態同時リリース。「汚れた下着」「友達の詩」「私の中の「いい女」」の3枚のシングル曲を含む全12曲が収録。収録曲「風になる」は、同年2月21日にシングルカット。また、同年12月29日には、第58回NHK紅白歌合戦への出場記念盤として外装に特製のスリーブケースを施したバージョンが初回生産限定で発売された。収録内容に変更はない。
アルバムのテーマは『若さ』。アルバムタイトルは収録曲「駆け足の生き様」のフレーズによるものである。
オリコンチャートでは初登場32位であったが、2007年1月13日にフジテレビ系『MUSIC FAIR 21』に出演すると、前週まで下降していた売上が上昇し、結果翌週のオリコンチャートにおいて29位を記録し記録を更新した。また、2007年6月8日で放送されたTBS系『中居正広の金曜日のスマたちへ』で特集が組まれると、放送終了後に反響を呼び、2007年6月20日付のオリコンデイリーアルバムチャートにて再び登場し、26位を記録し、記録を再度更新した。

## 収録曲
1. 駆け足の生き様
  - WOWOWアニメ『REIDEEN』エンディングテーマ

アルバムの核となる楽曲。上記の通りアルバムタイトルは本曲の歌詞に由来しており、本人曰く「天」とは現代社会を意味しているという。なお、2007年に行われた3度目のワンマンライブ『中村中 LIVE 〜愛されたくて生まれた〜』のサブタイトルも本曲の歌詞（「愛するために生まれた」の部分）に由来する。
2. 汚れた下着
3. 友達の詩
4. かくれんぼ
ピアノとバイオリンのみという比較的シンプルな構成のバラード。バイオリンは斎藤ネコによる演奏である。2009年には由紀さおりがアルバム『いきる』でカバーした。
5. 風になる
6. 冗談なんかじゃないからネ
本作のためにリアレンジされて再収録されている。シングルバージョンはピアノ弾き語りであったのに対し、この作品に収録されているバージョンはジャジーなアレンジになっている。
7. 未練通り
周囲が自身の音楽を「歌謡曲っぽい」と言うのに触発されて、思い切って歌謡曲を意識して書いたという。
8. 回転舞台
渋谷公会堂（現・渋谷C.C.Lemonホール）に設置されてあった名物の回る舞台をテーマに歌っている。同年11月25日には渋谷C.C.Lemonホールに名称が変わって初めてワンマンライブを行った。
9. プラットホーム
忘れたはずの気持ちをテーマにしたバラード。
10. 私の中の「いい女」
11. さよなら十代
大人になるための覚悟を歌った曲。成人式の翌日に書き上げられたが、本人は式場で歌う仕事が入っていたために成人式に出席できず、その際の複雑な心境を歌っているという。
12. 愚痴
デビューに先駆けて配信限定曲として発表された楽曲。10代の頃、居酒屋でアルバイトをしていた際に客席から聞こえてきた愚痴にインスピレーションを受け、休憩中のトイレの中で歌詞を書いたという。

## DVD解説
1. あたしを嘲笑ってよ [PIA SUPER LIVE GROOVE Live Dept4. #10] 
「Live Dept.4 #10」に出演した際の模様を収録（オフィシャルサイトでストリーミング配信もされた）。本曲は当時未音源化の楽曲であったが、同年12月5日発売の2枚目のアルバム『私を抱いて下さい』に「あたしを嘲笑ってヨ」とタイトルを変えてCD音源化された。
2. さよなら十代 [KDDI DESIGNING STUDIO LIVE RECOMMEND MUSIC IS THE ANSWER!! Vol.1] 
「KDDI DESIGNING STUDIO LIVE RECOMMEND MUSIC IS THE ANSWER!! Vol.1」に出演した際の模様を収録。
3. 友達の詩 [TEEN'S MUSIC FESTIVAL 2006 全国大会]
「TEEN'S MUSIC FESTIVAL 2006」の全国大会にSHOWTA.とともに特別ゲストとして出演した際の模様を収録。

## 収録内容

### Disc 1 / CD
| 全作詞・作曲: 中村中。 |                                   |           |            |        |      |
| #                      | タイトル                          | 作詞      | 作曲・編曲 | 編曲   | 時間 |
| 1.                     | 「駆け足の生き様」                | 中村中    | 中村中     | 浦清英 | 4:42 |
| 2.                     | 「汚れた下着」                    | 中村中    | 中村中     | 浦清英 | 4:59 |
| 3.                     | 「友達の詩」(Strings: 四家卯大)   | 中村中    | 中村中     | 浦清英 | 5:48 |
| 4.                     | 「かくれんぼ」                    | 中村中    | 中村中     | 浦清英 | 6:20 |
| 5.                     | 「風になる」(Strings: 金原千恵子) | 中村中    | 中村中     | 河野伸 | 4:54 |
| 6.                     | 「冗談なんかじゃないからネ」      | 中村中    | 中村中     | 浦清英 | 3:49 |
| 7.                     | 「未練通り」                      | 中村中    | 中村中     | 浦清英 | 4:41 |
| 8.                     | 「回転舞台」                      | 中村中    | 中村中     | 浦清英 | 5:32 |
| 9.                     | 「プラットホーム」                | 中村中    | 中村中     | 浦清英 | 5:11 |
| 10.                    | 「私の中の「いい女」」            | 中村中    | 中村中     | 浦清英 | 4:37 |
| 11.                    | 「さよなら十代」                  | 中村中    | 中村中     | 浦清英 | 7:55 |
| 12.                    | 「愚痴」(Strings: 金原千恵子)     | 中村中    | 中村中     | 井上鑑 | 5:45 |
| 合計時間:              | 合計時間:                         | 合計時間: | 64:13      |        |      |

### Disc 2 / DVD
| #  | タイトル                                                                           | 作詞 | 作曲・編曲 |
| -- | ---------------------------------------------------------------------------------- | ---- | ---------- |
| 1. | 「あたしを嘲笑ってよ」(PIA SUPER LIVE GROOVE Live Dept4. #10)                      |      |            |
| 2. | 「さよなら十代」(KDDI DESIGNING STUDIO LIVE RECOMMEND MUSIC IS THE ANSWER!! Vol.1) |      |            |
| 3. | 「友達の詩」(TEEN'S MUSIC FESTIVAL 2006 全国大会)                                  |      |            |

## 演奏
- 中村中
  - Vocal, Lyrics, Compose
  - Percussion (#1.5.9.10)
  - Acoustic Piano (#3.4)
  - Vibraphone, Glockenspiel, Timpani (#5)
- 浦清英
  - Arrangement (#1.2.3.4.6-11)
  - Acoustic Piano (#1.2.6.7-11)
  - Organ (#1.2.3.7.8.9.11)
  - Synthesizer Programming (#2.8)
  - Sax (#7)
  - Keyboards (#8.10)
- 西川進：Guitar (#1.2.3.7-11)
- 山田章典：Bass (#1.2.3.6.7-11)
- 江口信夫：Drums (#1.3.6.7.8.9.11)
- 坂田学：Drums (#2.10)
- 三沢またろう：Percussion (#3.7)
- 四家卯大：Strings Arrangement (#3)
- 四家卯大ストリングス：Strings (#3)
- 斎藤ネコ：Violin (#4)
- 河野伸：Arrangement, Acoustic Piano, Synthesizer Programming (#5)
- 種子田健：Bass (#5)
- 高桑英世：Flute, Tin Whistle (#5)
- 庄司さとし：Oboe (#5)
- 朝川朋之：Harp (#5)
- 金原千恵子ストリングス：Strings (#5.12)
- 姫野徹：Oboe (#9)
- 井上鑑：Arrangement, Acoustic Piano, Keyboards (#12)
- 古川昌義：Guitar (#12)
- 高水健司：Bass (#12)
- 村石雅行：Drums (#12)

### 特典DVD
- 伊藤悠甫：Guitars, Cello (#1.2.3)
- 朝倉琢也：Drums, Percussion (#1.3)
- 浦清英：Acoustic Piano, Keyboards (#2)
- 山田章典：Bass (#2)
- 古田たかし：Drums (#2)